# وردة بأي اسم آخر ستكون رائحتها جميلة
وردة بأي اسم آخر ستكون رائحتها جميلة، هي إشارة شعبية إلى مسرحية ويليام شكسبير روميو وجولييت حيث يبدو أن جولييت تجادل بأنه لا يهم أن روميو من ابن عائلة مونتيجيو
المنافس لعائلتها ويدعى باسم «مونتيجيو» غالبًا ما يستخدم المرجع للإشارة إلى أن أسماء الأشياء لا تؤثر على حقيقتها، هذه هي صياغتها مع ذلك إعادة صياغة للغة شكسبير الاصلية.تقارن جولييت روميو بالوردة تقول أنه إذا لم يتم تسميته روميو فسيظل وسيمًا وسيكون هو حب جولييت، هذا يشير إلى أنه إذا لم يكن روميو فلن يكون مونتيجيو وستكون قادرة على الزواج به دون أي مشكلة على الإطلاق.

## الأصل
في الخطاب الشهير للعمل الثاني، المشهد الثاني  من المسرحية ماقالته جولييت في القصيدة هو إشارة إلى عائلة روميو: مونتيجيو. تدل القصيدة إلى ان ذلك هو اسمه (ولذا عائلته عدو مع عائلة جولييت) يعني لا شيئًا ويجب أن يكونوا معًا. 
 جولييت:
يا روميو، روميو! لماذا أنت روميو؟ 
انكر اباك وأرفض اسمك. 
أو، إذا كنت لا تريد، 
كن ولكن اقسم بحُبي وألا أكون من كابوليت بعد الآن 
روميو:
[متعجباً] هل سوف أسمع المزيد أم انني سأتكلم في هذا؟ 
جولييت:
هذا ولكن اسمك هو عدوي.  أنت هو أنت، ولكن ليس مونتيجيو. ما هو مونتيجيو؟  ليس يد ولا قدم، ولا ذراع ولا وجه ولا أي جزء آخر 
ينتمي إلى رجل. أو، يكون اسم آخر! 
وما قد يكون الاسم؟ ما نسميه وردة بأي اسم آخر ستكون رائحتها جميلة
. لذلك سيكون روميو، لو لم يُسمى روميو 
لم يكن روميو احتفظ بهذا الكمال العزيز الذي تُدين به 
بدون هذا الاسم. روميو، تخلص من اسمك
 وهذا الاسم الذي ليس جزء منك 
خذ كل نفسي. 
روميو:
سآخذ بكلماتك: 
فلتناديني انا ولكن بالحب، وسوف أكون مُطهر روحيا من جديد 
من الآن فصاعدًا لن أكون روميو أبدًا. 

## النصوص الأصلية
على الرغم من انها أحد أشهر الاقتباسات من عمل شكسبير إلا أنه لا توجد طبعة في حياة شكسبير تقدم النص بالشكل المعروف للقراء المعاصرين إنه مزيج مُتقن جمعه دموند مالون محرر في القرن الثامن عشر. 
تم نشر روميو وجولييت مرتين في نسختين مختلفتين للغاية. يُعتقد أن النسخة الأولى من عام 1597 المسماة «السؤال الأول» كانت نسخة قرصنة غير مصرح بها أو كوارتو سيئ تم توفيره للطباعة من قبل الممثلين خارج الكتب: إعادة بناء النصب التذكاري. قد يمثل أيضًا بشكل منفصل نسخة من المسرحية المعدلة والمشطبة بعد البروفات من أجل تأثير أكثر دراماتيكية.
 

 يعمل: 
 هذا لكن اسمك هو عدوي: ما هو مونتيجيو؟ ليست يد ولا قدم، ولا ذراع ولا وجه ولا أي جزء آخر. وما قد يكون الاسم؟ ما نسميه وردة، 

 بأي اسم آخر ستكون رائحتها جميلة. 
 من المعتقد ان في السؤال الثاني طباعة فائقة في عام 1599 هي نسخة رسمية أكثر مطبوعة من مخطوطة شكسبير الاصلية على الرغم من انها ربما لم تكن مع مساهمة شكسبير الشخصية.يعتقد ذلك نظراً لوجود شذوذات نصية من «بدايات خاطئة» للخطابات التي يفترض انها لم يتم شطبها بشكل كاف حتى تكتشفها الطابعة. 

 يستخدم النص: 
 هذا لكن اسمك هو عدوي: أنت، على الرغم من أنك لست مونتيجيو، 

 ما هو مونتيجيو؟ليست يد ولا قدم، ولا ذراع ولا وجه. أو يكون اسم آخر، 
ينتمي لرجل! 
وما قد يكون الاسم؟ ما نسميه وردة، 
بأي اسم اخر ستكون رائحتها جميلة. 
 قال مالون أنه يمكن إعادة ربط نصف الخط الغير ملائم من قول «الانتماء إلى رجل» يمكن إعادة ربطها في القصيدة من خلال تصحيحه مع السؤال الأول. وقد اتفق المحررون المعاصرون بشكل عام.